# Qoţbābād
Qoţbābād (persiska: قطب آباد) är en ort i Iran.   Den ligger i provinsen Fars, i den centrala delen av landet, 800 km söder om huvudstaden Teheran. Qoţbābād ligger 1 033 meter över havet och antalet invånare är 6 450.
Terrängen runt Qoţbābād är varierad.Runt Qoţbābād är det ganska glesbefolkat, med 45 invånare per kvadratkilometer. Det finns inga andra samhällen i närheten. Trakten runt Qoţbābād är ofruktbar med lite eller ingen växtlighet.